# Informationsfreiheitsgesetz
Das Informationsfreiheitsgesetz (IFG) regelt in Deutschland den Anspruch auf Zugang zu amtlichen Informationen gegenüber Bundesbehörden und sonstigen Bundesorganen.

## Allgemein
Das Gesetz gewährt jeder Person einen voraussetzungslosen Rechtsanspruch auf Zugang zu amtlichen Informationen von Bundesbehörden. Eine Begründung durch Interesse rechtlicher, wirtschaftlicher oder sonstiger Art ist nicht erforderlich.
„Amtliche Information“ ist jede amtlichen Zwecken dienende Aufzeichnung, unabhängig von der Art ihrer Speicherung, also beispielsweise Schriftstücke in herkömmlichen Akten, elektronisch gespeicherte Informationen, Zeichnungen, Grafiken, Pläne, Ton- und Videoaufzeichnungen.
Der Anspruch richtet sich gegen Bundesbehörden im Sinne des Verwaltungsverfahrensgesetzes. Bedient sich eine Bundesbehörde zur Erfüllung ihrer Aufgaben einer juristischen oder natürlichen Person des Privatrechts, so ist sie auch dann auskunftspflichtig, wenn die begehrten Informationen bei der privatrechtlichen Person vorliegen.
Der Begriff der Informationsfreiheit ist jedoch mehrdeutig und deshalb potentiell missverständlich. Die Informationsfreiheit beschreibt in Zusammenhang mit dem vorliegenden Gesetz nämlich nicht die Verwirklichung des mit der grundgesetzlichen Meinungsfreiheit einhergehenden Grundrechts, sich aus allgemein zugänglichen Quellen ungehindert zu unterrichten (Art. 5 Abs. 1 Satz 1 Grundgesetz). Präziser wären deshalb die Begriffe „Informationszugang“, „Transparenz“ (z. B. in Hamburg) oder „Akteneinsicht“ (so in Brandenburg).
Die Weiterverwendung der Informationen ist gesondert normiert. Vom 19. Dezember 2006 bis zum 23. Juli 2021 war dies im Informationsweiterverwendungsgesetz geregelt. Seit dem 23. Juli 2021 gilt stattdessen das Datennutzungsgesetz.

### Beschränkungen und Ausnahmen
Durch den in § 1 formulierten Grundsatz ist die Gültigkeit für die Bundesländer ausgeschlossen. Schutzbestimmungen für Interessen eines Bundeslandes sind hingegen ebenfalls nicht formuliert. Mittelbar ist damit die Informationsfreiheit zu Landesbelangen eingeschlossen, soweit eine Bundesbehörde (§ 1 Abs. 1 Satz 1) über diese (überhaupt, qua tatsächlicher Anwendung von Landesrecht) Auskunft erteilen kann. Entsprechende Landesgesetze sind nicht in allen Bundesländern beschlossen. Informationsregister (wie beispielsweise im Land Bremen) oder das Recht zur Akteneinsicht (wie beispielsweise im Land Brandenburg) geben ebenfalls lediglich Aufschluss über dokumentierte Vorgänge.
Das Gesetz enthält zahlreiche Ausnahmetatbestände, durch die das Recht auf Informationszugang eingeschränkt oder ganz verwehrt werden kann.
Die Informationsfreiheit bezieht sich ausschließlich auf abgeschlossene dokumentierte Vorgänge, öffnet also keinen Zugang zu laufenden Planungen (§ 3 Schutz von besonderen öffentlichen Belangen, § 4 Schutz des behördlichen Entscheidungsprozesses).
Die Informationsfreiheit schließt weiter personenbezogene Daten (§ 5) und betriebsbezogene Daten (§ 6) aus. So darf ein Zugang zu personenbezogenen Daten nur dann gewährt werden, soweit das Informationsinteresse des Antragstellers das schutzwürdige Interesse des Betroffenen überwiegt oder der Betroffene eingewilligt hat. Bezüglich der Inhalte von Personalakten und Personalverwaltungssystemen besteht kein Informationszugangsanspruch. Informationen über Namen und dienstliche Anschriften von Beschäftigten sollen jedoch grundsätzlich zugänglich gemacht werden. Dasselbe gilt für Informationen zu Gutachtern und Sachverständigen.
Für den Bundesnachrichtendienst und das Bundesamt für Verfassungsschutz gibt es eine Bereichsausnahme. Sie sind ebenso wenig zur Auskunft verpflichtet wie der Bundesrechnungshof, der 2013 durch eine Änderung der Bundeshaushaltsordnung vom Anwendungsbereich des Gesetzes ausgenommen wurde.
Der Bundestag weigerte sich jahrelang, Ausarbeitungen der Wissenschaftlichen Dienste des Deutschen Bundestages nach dem IFG herauszugeben. Nach einem Urteil des Bundesverwaltungsgerichts 2015 einer Kampagne der Organisationen FragDenStaat.de und Abgeordnetenwatch.de änderte sich dies. Die Organisationen hatten eine Liste von 3.800 Bundestagsgutachten veröffentlicht und Nutzer hatten mehr als 2.000 Gutachten nach dem IFG angefragt. Der Ältestenrat des Bundestags entschied am 18. Februar 2016, alle angefragten Gutachten sowie künftig auch alle neuen Gutachten auf der Webseite des Bundestages zu veröffentlichen.

### Verfahren
Die Behörde gewährt den Informationszugang grundsätzlich nur auf Antrag, und zwar „unverzüglich“ durch Auskunftserteilung, Gewährung von Akteneinsicht oder „auf sonstige Weise“, z. B. durch Abhörenlassen einer Tonaufzeichnung oder Recherche in einer Datenbank. Der Antrag hierfür kann mit einem formlosen Schreiben, aber auch mündlich oder telefonisch erfolgen. Die Behörde kann Gebühren und Auslagen in Höhe bis zu 500 € erheben. Für die Erfüllung des Antrags gelten die Regeln des Verwaltungsverfahrensgesetzes. Die Ablehnung des Antrags ist ein Verwaltungsakt, der mit Widerspruch und Verpflichtungsklage angefochten werden kann.
Die Abkehr vom Amtsgeheimnis führt dazu, dass Informationsersuchen dritter Personen, die nicht an einem Verwaltungsverfahren beteiligt sind, künftig nicht einfach pauschal zurückgewiesen werden können. Stattdessen muss grundsätzlich Zugang zu den begehrten Informationen gewährt werden, es sei denn, im Einzelfall stehen schützenswerte und höherwertige Interessen Dritter dem Informationszugang entgegen. Die Behörde muss dies einzelfallbezogen prüfen und darlegen.

### Veröffentlichungspflichten
Unabhängig von konkreten Anträgen auf Informationszugang müssen die Bundesbehörden künftig bestimmte Informationen allgemeiner Art von Amts wegen öffentlich bekannt machen. Dabei handelt es sich um Verzeichnisse, aus denen sich die vorhandenen Informationssammlungen und Informationszwecke erkennen lassen, um Organisationspläne und um Aktenpläne. Diese Informationen sollen im Internet veröffentlicht werden.

## Geschichte
Trotz des umfangreichen Katalogs von Ausnahmetatbeständen gilt seit dem 1. Januar 2006 der Grundsatz, dass die Gewährung von Zugang zu behördlichen Informationen die Regel ist und die Verwehrung des Zugangs die Ausnahme. Dies ist ein Paradigmenwechsel; zuvor galt das Prinzip, dass behördliche Informationen grundsätzlich nicht öffentlich sind, es sei denn, es besteht ein spezialgesetzlich normierter Auskunftsanspruch.
Im Dezember 2008 wurde auf Initiative des damaligen bayerischen Ministerpräsidenten Horst Seehofer eine Gesetzesänderung angestrebt, die die allgemeine Einsichtnahme in Akten der Bankenaufsicht vom Recht auf Informationszugang ausnehmen sollte.
Im Rahmen der offiziellen Gesetzesevaluation von 2012 traten einige Schwächen des Gesetzes auf, darunter unklare Tatbestände und fehlende Abwägungsmöglichkeiten von Ausnahmen mit dem öffentlichen Interesse. 2013 wurde das Gesetz jedoch lediglich im Rahmen der Strukturreform des Gebührenrechts geändert. In § 10 wurde dabei das Wort „Amtshandlungen“ durch die Wörter „individuell zurechenbare öffentliche Leistungen“ ersetzt. 2019 wurde das IFG durch Artikel 9 des Zweiten Datenschutz-Anpassungs- und Umsetzungsgesetzes EU (2. DSAnpUG-EU) erneut geringfügig geändert. Die dritte und bislang letzte Änderung (Stand: August 2020) betraf die Aktualisierung des vollständigen Titels des Bundesinnenministeriums in § 10 durch die Elfte Zuständigkeitsanpassungsverordnung (11. ZustAnpV).

## Bundesbeauftragter für die Informationsfreiheit
Jeder kann den Bundesbeauftragten für die Informationsfreiheit anrufen, wenn er sein Recht auf Informationszugang nach diesem Gesetz als verletzt ansieht. Die Aufgabe des Informationsfreiheitsbeauftragten wird von dem Bundesbeauftragten für den Datenschutz wahrgenommen. Die Befugnisse des Bundesbeauftragten für die Informationsfreiheit entsprechen teilweise denjenigen des Bundesbeauftragten für den Datenschutz nach dem Bundesdatenschutzgesetz. Im Rahmen der Informationsfreiheit kann der Bundesbeauftragte ein Fehlverhalten einer öffentlichen Stelle allerdings lediglich beanstanden, jedoch nicht die Herausgabe einer Information anordnen. Auch hemmt die Anrufung des Beauftragten keine Rechtsmittelfrist.

## Gesetzgebungsverfahren und Vorgeschichte
Vor dem Informationsfreiheitsgesetz des Bundes, das am 1. Januar 2006 in Kraft getreten ist, bestand kein allgemeines Einsichtsrecht für Bürger in Behördenunterlagen auf Bundesebene.
Es gab eine Vielzahl von Einzelregelungen, etwa Einsichtsrechte in Register und Archive sowie Beteiligtenrechte im Verfahrensrecht. Im Verfahrensrecht gilt der Grundsatz, dass zur Geltendmachung oder Verteidigung rechtlicher Interessen von Verfahrensbeteiligten die Behörde den Beteiligten Einsicht in die das Verfahren betreffenden Akten zu gestatten hat, mit Ausnahme von Entwürfen zu Entscheidungen im Verwaltungsverfahren sowie von Arbeiten zu deren unmittelbarer Vorbereitung. Soweit die ordnungsgemäße Erfüllung der Aufgaben der Behörde beeinträchtigt wird, das Bekanntwerden des Inhalts der Akten dem Wohl des Bundes oder eines Landes Nachteile bereiten würde oder die Vorgänge nach einem Gesetz oder ihrem Wesen nach geheim gehalten werden müssen, besteht für die Behörde keine Verpflichtung, Akteneinsicht zu gewähren (§ 29 VwVfG).
Lange Zeit gab es – außer einer Reihe von Einzelregelungen, bestimmte Register einzusehen (zum Beispiel bei berechtigtem Interesse das Grundbuch), dem Einsichtsrecht des an einem Verwaltungsverfahren Beteiligten sowie bereichsspezifischer Auskunftsrechte Betroffener nach dem Datenschutzrecht – kein allgemeines Einsichtsrecht für Bürger in Behördenunterlagen.
Ein allgemeines Einsichtsrecht für jedermann besteht seit 1994 nur für Umweltinformationen aufgrund einer Richtlinie der Europäischen Gemeinschaft.
Während bereits 1998 in Brandenburg, 1999 in Berlin, 2000 in Schleswig-Holstein und 2002 in Nordrhein-Westfalen Informationsfreiheitsgesetze in Kraft getreten waren, gestaltete sich der Weg zu einem Informationsfreiheitsgesetz des Bundes als langwierig.
Zwar wurde schon 1997 unter der schwarz-gelben Koalition ein Entwurf für ein IFG von der Oppositionsfraktion Bündnis 90/Die Grünen vorgelegt, 1998 in der Koalitionsvereinbarung der rot-grünen Koalition zur 14. Legislaturperiode die Schaffung eines IFG festgeschrieben und ein entsprechender Gesetzentwurf auch von der Bundesregierung vorbereitet (IFG RefE), doch kam es aufgrund verschiedener Vorbehalte von Seiten der Ministerialbürokratie letztendlich nicht zur Einbringung einer Gesetzesvorlage. Auch im Koalitionsvertrag der rot-grünen Koalition zur 15. Legislaturperiode wurde wieder ein IFG vereinbart, doch wiederum scheiterte dessen Verwirklichung am Widerstand der Ministerialbürokratie. Nachdem bereits 2002 ein Professorenentwurf für ein IFG (IFG-ProfE) vorgelegt worden war, wurde am 2. April 2004 in Berlin nun auch von nichtstaatlichen Organisationen ein Gesetzentwurf vorgelegt. Obwohl die Bundesregierung nach eigener Aussage weiterhin daran festhielt, ein IFG in den Bundestag einzubringen, ging die Initiative schließlich von den Regierungskoalitionsfraktionen aus, die am 14. Dezember 2004 einen Gesetzentwurf aus der Mitte des Bundestages einbrachten.
Bereits nach der – in der Staatspraxis unüblichen – Mindestfrist von drei Tagen fand dann am 17. Dezember 2004 die erste Beratung über den Gesetzentwurf statt, nach der der Entwurf u. a. an den federführenden Innenausschuss überwiesen wurde. Vor diesem fand am 14. März 2005 eine erste Sachverständigenanhörung zum Entwurf statt; am 1. Juni 2005 beriet der Innenausschuss abschließend über den Entwurf und legte dem Bundestag seinen Bericht und die Beschlussempfehlung vor, in der er empfahl, den Gesetzentwurf in der Ausschussfassung anzunehmen. Die zweite und dritte Beratung fand in der 179. Sitzung des Bundestages am 3. Juni 2005 statt. Der Gesetzentwurf wurde in zweiter Beratung mit großer Mehrheit angenommen und in der Schlussabstimmung mit den Stimmen der Koalition gegen die Stimmen der CDU/CSU und bei Enthaltung der FDP und der Fraktionslosen Petra Pau, PDS, gemäß Art. 42 Abs. 2 Satz 1 GG beschlossen.
Der Gesetzesbeschluss für das Einspruchsgesetz wurde gemäß Art. 77 Abs. 1 GG an den Bundesrat weitergeleitet, welcher am 8. Juli 2005, dem letzten Tag der Drei-Wochen-Frist zur Anrufung des Vermittlungsausschusses, über eine entsprechende Empfehlung seiner Ausschüsse zur Anrufung abstimmte. Bei Einberufung des Vermittlungsausschusses wäre das IFG mit an Sicherheit grenzender Wahrscheinlichkeit der Auflösung des 15. und Konstituierung des 16. Deutschen Bundestages am 18. Oktober 2005 infolge der am 1. Juli 2005 gescheiterten Vertrauensfrage des Bundeskanzlers anheimgefallen, doch kam durch die von der FDP betriebene Stimmenthaltung auch der schwarz-gelb regierten Bundesländer Baden-Württemberg, Niedersachsen, Nordrhein-Westfalen und Sachsen-Anhalt die gemäß Art. 52 Abs. 3 Satz 1 GG, § 31 GOBR zur Anrufung erforderliche Stimmenmehrheit nicht zustande, womit das IFG schließlich am 5. September ausgefertigt und am 13. September 2005 im Bundesgesetzblatt verkündet werden konnte.
Ein Diskussionsthema war die Frage, wie weit das Amtsgeheimnis und vor allem der in Deutschland besonders starke Datenschutz in der EU und seinen Mitgliedsstaaten vor dem Hintergrund der Informationsfreiheit gehen kann und darf.

## Praktische Anwendung und Gerichtsverfahren
Die ersten Fälle ließen wegen restriktiver Interpretation des Gesetzes, Hinhaltetaktik und unverhältnismäßig hoher Gebühren Kritik laut werden:
- Das Auswärtige Amt wollte für eine einfache Auskunft etwa 108 Euro in Rechnung stellen.[36]
- Der Antrag des Bundestagsabgeordneten Jörg Tauss (damals SPD), die 17.000 Seiten umfassenden Verträge zur LKW-Maut auf Autobahnen einzusehen, wurde abgelehnt. Eine um die Geschäftsgeheimnisse des Betreibers Toll Collect bereinigte Version zu erstellen, verweigerte das Verkehrsministerium „mangels Sachverstands“.[37] Tauss legte dagegen Klage ein, welche jedoch im Juni 2008 mit der Begründung eines laufenden Schiedsverfahrens und der Verletzung von Geschäftsgeheimnissen abgewiesen wurde.[38][39] Diese Entscheidung ist rechtskräftig.
- Die 36 Anlagen eines Gutachtens der Physikalisch-Technischen Bundesanstalt zur Bauartzulassung von Wahlmaschinen wurden ebenfalls nicht freigegeben. Der Hersteller, Nedap, habe der Weitergabe dieser urheberrechtlich geschützten Dokumente unter Berufung auf § 6 nicht zugestimmt.[40] Der Kostenbescheid des Innenministeriums in Höhe von 240 Euro wurde mit dem besonderen Aufwand begründet, diese Dokumente auszusondern.[41]

Die erste Klage erhob der Sozialhilfe-Verein Tacheles Mitte April 2006 beim Sozialgericht Düsseldorf auf Herausgabe der Durchführungshinweise und Handlungsempfehlungen zum Arbeitslosengeld durch die Bundesagentur für Arbeit (BA). Die Unterlagen liegen nach Angaben der BA im Intranet vor, dennoch wurde die am 2. Januar 2006 beantragte Herausgabe unter Berufung auf technische Probleme und amtsinterne Abstimmungsschwierigkeiten wiederholt verzögert. Am 13. Juli 2006 einigten sich die Erwerbsloseninitiative und die Bundesagentur für Arbeit in einem Vergleich vor dem Sozialgericht, dass die begehrten Informationen nunmehr aktuell von der Bundesagentur für Arbeit im Internet veröffentlicht werden.
Aus einer Kleinen Anfrage der Grünen vom Februar 2009 ergab sich, dass 2008 bei leicht gestiegener Zahl der Anträge im Vergleich zum Vorjahr mehr als doppelt so viele abgelehnt wurden. Manfred Redelfs, Recherchechef von Greenpeace Deutschland, stellte 2010 fest, eine Kultur der Transparenz habe sich bislang noch nicht durchgesetzt. Die Behörden neigten bei für sie heiklen Anfragen dazu, Auskunftsanfragen zunächst einmal abzulehnen. Der Ball liege dann bei den Gerichten, die im Zweifelsfall entscheiden müssten, ob ein Auskunftsanspruch berechtigt gewesen sei oder nicht. Die Behörden schöben also die Verantwortung von sich. Das sei menschlich nachvollziehbar, aber nicht im Sinne einer offenen Gesellschaft und einer transparenten Verwaltung.
Das Bundesverwaltungsgericht hat mit seinem Urteil vom 3. November 2011 in letzter Instanz entschieden, dass das Informationsfreiheitsgesetz grundsätzlich auch für die gesamte Tätigkeit der Bundesministerien gilt; nach diesem richtungsweisenden Grundsatzurteil des Bundesverwaltungsgerichts darf ein Bundesministerium den Antrag auf Zugang zu amtlichen Informationen – zum Beispiel hausinterne Unterlagen zu einem Gesetzgebungsverfahren oder Stellungnahmen gegenüber dem Petitionsausschuss – ab sofort nicht mehr mit der Begründung ablehnen, dass die Unterlagen die Regierungstätigkeit betreffen.
Laut dem 3. Tätigkeitsbericht zur Informationsfreiheit, welcher durch den damaligen Bundesdatenschutzbeauftragten Peter Schaar herausgegeben wurde, wurden 2011 3.280 und im Jahr 2010 1.557 Anträge nach dem Informationsfreiheitsgesetz gestellt. Laut einer Statistik des Bundesministerium des Innern wurden im Jahr 2015 9325 Anträge gestellt. Gründe für die starke Zunahme waren Massenanfragen an den Geschäftsbereich des Bundesfinanzministeriums durch Anwaltskanzleien und die vereinfachte Antragstellung für Bürger durch das Online-Tool FragDenStaat.de. Bis 2017 stieg die Zahl der jährlichen Anträge an Bundesbehörden laut Statistik des Bundesinnenministeriums auf 12.198, in den Jahren darauf blieben die Antragszahlen in der Regel auf diesem Niveau.
Im Oktober 2016 gab das Bundesverwaltungsgericht zwei Journalisten recht, die sich gegen eine Kostenrechnung des Bundesinnenministeriums über rund 15.000 Euro gewehrt hatten. Dabei ging es um Einsicht in Akten deutscher olympischer Sportverbände und die Sportförderung durch den Bund. Beide Vorinstanzen hatten ebenfalls gegen das Ministerium entschieden. Das Bundesverwaltungsgericht urteilte, eine Gebühr von 500 Euro sei gerechtfertigt, zuvor hatte das Bundesinnenministerium mitgeteilt, dass die Anfrage in 31 Einzel-Anfragen zu je 500 Euro plus Auslagen aufgeteilt werden müsste, dies sah das Bundesverwaltungsgericht anders (BVerwG 7 C 6.15 vom 20. Oktober 2016). So wurden auch die Gebühren für Kopien als unbegründet zurückgewiesen, da keine ausreichende Ermächtigungsgrundlage vorliegt.
Im März 2019 entschied das Verwaltungsgericht Frankfurt am Main auf eine Klage von BuzzFeed News, dass auch die bundeseigene Kreditanstalt für Wiederaufbau (KfW) eine Behörde ist und unter das IFG fällt. Die KfW hatte zuvor IFG-Anträge regelmäßig mit der Begründung abgelehnt, sie sei eine privatwirtschaftliche Bank.
In der Rechtsprechungsdatenbank der Landesbeauftragten für Akteneinsicht Brandenburg finden sich rund 500 Urteile zu den Informationsfreiheitsgesetzen von Bund und Ländern.

## Landesbestimmungen
Bisher haben 14 Bundesländer für ihren Zuständigkeitsbereich jeweils eigene Informationsfreiheitsgesetze erlassen. In Bayern und Niedersachsen existiert hingegen kein solches Gesetz. Hamburg, Bremen, Rheinland-Pfalz, Sachsen und Thüringen haben Transparenzgesetze, die neben dem Informationszugang auf Antrag auch aktive Veröffentlichung von Informationen durch informationspflichtige Stellen regeln.

## Österreich
Wie am Vortag angekündigt wurde am 5. Oktober 2023 auf einer Pressekonferenz von Vizekanzler Werner Kogler und Verfassungsministerin Karoline Edtstadler der Entwurf der Bundesregierung für ein Informationsfreiheitsgesetz (Österreich) vorgestellt. Es benötigt eine Zweidrittelmehrheit im Nationalrat, soll 2024 beschlossen werden und nach 1,5 Jahren Umstellungszeit für die betroffenen Behörden 2025 aus Bürgersicht wirksam sein. Größere Behörden sollen dann sogar verpflichtet sein, bedeutende Beschlüsse aktiv zu veröffentlichen.
Kritik kam vom Forum Informationsfreiheit: Es gebe keinen Fortschritt in puncto Transparenz, der Entwurf berge Gefahren, zumal Betroffene über Journalistenanfragen informiert und Identitäten von Recherchierenden preisgegeben werden könnten.
Im Jänner und Februar 2024 hat das österreichische Parlament (31. Januar im Nationalrat und 15. Februar im Bundesrat) mit den Stimmen von ÖVP, SPÖ und den Grünen die Abschaffung des Amtsgeheimnisses und die Einführung des Informationsfreiheitsgesetzes auf Bundes-, Länder- und Gemeindeebene (Gemeinden ab 5.000 Einwohner) mit Inkrafttreten ab September 2025 beschlossen. Die Amtsverschwiegenheit wird aus der Verfassung gestrichen und ein grundsätzliches Recht auf Information gegenüber Staat, Ländern und Gemeinden eingeführt. Die Informationsverpflichtung und das Recht auf Zugang zu Informationen werden verfassungsrechtlich verankert (Artikel 22a der Bundesverfassung mit Gültigkeit ab 1. September 2025 für Bund, Länder und Gemeinden ab 5.000 Einwohnern). Das Informationsfreiheitsgesetz wird einfachgesetzlich ausgeführt. Öffentliche Stellen werden ab dem Inkrafttreten des Gesetzes im September 2025 außerdem deutlich mehr Informationen als bisher von sich aus veröffentlichen müssen. Mehr Transparenz soll es auch bei staatsnahen Unternehmen und bei Interessenvertretungen geben.